# 26th Indian Infantry Division
La 26th Indian Infantry Division (in italiano: 26ª Divisione di fanteria indiana) era un'unità militare facente parte dell'Esercito Indiano durante la Seconda guerra mondiale che prese parte a tutte le fasi della sfibrante campagna birmana, combattuta tra il 1942 e il 1945 sull'intero territorio del paese.

## Storia
Quando il Giappone invase Burma nel 1942, le varie unità che si trovavano dislocate o in addestramento intorno a Barrackpur, vicino a Calcutta, furono frettolosamente unite per formare la Divisione "Calcutta" il 20 marzo dello stesso anno. Il 15 maggio la divisione fu rinominata 26ª Divisione indiana. Il distintivo della divisione raffigurava una tigre del Bengala mentre attraversava un triangolo blu, che doveva rappresentare il delta del Gange, su uno sfondo nero.
Per la maggior parte del 1942 la divisione fu massicciamente impiegata nella sicurezza interna e non venne considerata adatta alla battaglia a causa della mancanza di addestramento e di mezzi di trasporto. Era parte deI XV Corpo indiano, ma verso la fine del 1942 fu rilevata direttamente dalla XIV Armata dell'Esercito britannico.
Per la prima offensiva di Arakan, tutte le brigate che componevano la divisione furono distaccate una per una e impegnate nell'offensiva sotto il comando della 14ª Divisione di fanteria indiana. In marzo, l'offensiva vide una fase di stallo e il quartier generale della 26ª Divisione sollevò quello della 14ª, rilevando il fronte di Arakan troppo tardi per prevenire un disastro minore. Dopo questi fatti i Britannici arretrarono fin quasi al loro punto di partenza sul confine indiano.
Una volta riorganizzatasi, la divisione entrò a far parte delle riserve per la prima parte della seconda offensiva di Arakan, ancora una volta sotto il XV Corpo. Quando un contrattacco giapponese a Ngakyedauk tagliò fuori le truppe avanzate, la 26ª Divisione fu schierata per soccorrerle. Combatté lungo la pianura costiera per riaprire le strade tramite le quali la 5ª Divisione indiana fu poi rifornita.
Dopo che la battaglia terminò con la sconfitta dei giapponesi, la divisione si schierò sul fronte della 5ª e prese parte alla cattura di due gallerie ferroviarie di importanza vitale. In seguito, l'offensiva di Arakan fu conclusa per risparmiare truppe e risorse per le battaglie nello stato di Manipur. La 26ª fu fatta ritirare durante le piogge monsoniche per riprendersi.
Sul finire del 1944, la divisione fu mandata nuovamente nell'Arakan. Durante la terza offensiva di Arakan e le operazioni seguenti, la 26ª prese parte soprattutto ad operazioni anfibie, tra cui la conquista, portata a termine senza incontrare resistenza, dell'isola di Akyab, e la battaglia dell'Isola Ramree. Infine, nei mesi di aprile e maggio 1945, la divisione partecipò all'Operazione Dracula, la conquista di Rangoon.
Dopo la resa giapponese, la divisione, sotto il comando di Henry Chambers, si unì come rinforzo alle truppe dislocate a Giava e Sumatra, dove la fine della guerra aveva portato disordini diffusi. La 26ª fu formalmente sciolta in India il 31 agosto 1945, ma la maggior parte delle sue unità rimase stanziata nei pressi di Padang e Medan, sull'isola di Sumatra, sino al novembre del 1946, quando si imbarcarono al porto di Belawan per essere congedate in India.

## Ordine di battaglia
L'ordine di battaglia al 1º aprile del 1944 era il seguente:
4ª Brigata di fanteria indiana
1º Battaglione, Reggimento Wiltshire
2º Battaglione, 7º Reggimento Rajput
2º Battaglione, 13º Fucilieri di frontiera
36ª Brigata di fanteria indiana
5º Battaglione, 16º Reggimento Punjab
8º Battaglione, 13º Fucilieri di frontiera
1º Battaglione, 8º Fucilieri Gurkha
71ª Brigata di fanteria indiana
1º Battaglione, Reggimento Lincolnshire
5º Battaglione, 1º Reggimento Punjab
1º Battaglione, 18º Fucilieri reali Garhwal
Truppe divisionali
12º Battaglione, 12º Reggimento forze di frontiera
160º Reggimento della Royal Artillery, artiglieria da campo
20º Reggimento di Artiglieria Reale indiana da montagna
72°, 28°, 98° Ingegneri Reali indiani
128ª Compagnia Ingegneri da campo indiani
44ª, 48ª, 51ª, 58ª, Compagnie di trasporto animali, IASC
44ª, 75ª, 166ª, Compagnie da trasporto generico, IASC
1°, 46°, 48°, Ambulanze da campo indiane, IAMC
Unità di direzione della 26ª Divisione indiana
Unità di segnalazione della 26ª Divisione indiana
54ª, 55ª Compagnie di officina indiane, IEME
Unità di recupero della 26ª divisione indiana, IEME

## Brigate assegnate
Tutte queste brigate furono assegnate o affiancate alla divisione nel corso della Seconda guerra mondiale:
- 71ª Brigata di fanteria indiana
- 109ª Brigata di fanteria indiana
- 4ª Brigata di fanteria indiana
- 36ª Brigata di fanteria indiana
- 6ª Brigata di fanteria britannica
- 23ª Brigata di fanteria britannica
- 55ª Brigata di fanteria britannica
- 14ª Brigata di fanteria britannica
- 114ª Brigata di fanteria indiana
- 29ª Brigata di fanteria britannica
- 2ª Brigata di fanteria (Africa occidentale)
- 22ª Brigata di fanteria (Africa orientale).[1]